# Тодор Козаров
Тодор (Тошко) Василев Коза̀ров е български цирков артист.

## Биография
Роден е на 19 март 1926 г. в София в семейството на Васил Козаров. Изучава почти всички циркови жанрове. Най-голям успех има в клоунадата. Тодор Козаров участва в създаването на първия тематичен цирков спектакъл. Работи заедно с Димитър Седой. През 1966 г. на Световния фестивал на клоунадата в Кампионе, Италия печели най-високото отличие „Сребърна маска на Грог“.
Умира на 26 февруари 2003 г. в София.